# Brian Auger
Brian Albert Gordon Auger (18 de julio de 1939 en Hammersmith, Londres) es un virtuoso teclista de jazz y rock británico, especializado en la ejecución de órganos Hammond.
Pianista de jazz, músico de sesión y especialista en teclados Hammond, Auger ha grabado y girado con artistas como Rod Stewart, Tony Williams, Jimi Hendrix, John McLaughlin, Sonny Boy Williamson, Led Zeppelin, Eric Burdon, entre otros.

## Discografía
- 1965 – The Steampacket
- 1965 – Attention! Brian Auger!
- 1967 – Open
- 1968 – Definitely What!
- 1968 – Don't Send Me No Flowers
- 1969 – Streetnoise
- 1969 –  Jools & Brian
- 1970 – Befour
- 1971 – Brian Auger's Oblivion Express
- 1971 – A Better Land
- 1972 – Second Wind
- 1973 – Closer To It!
- 1974 – Straight Ahead
- 1974 – Live Oblivion, Volume 1
- 1975 – Reinforcements
- 1976 – Live Oblivion, Volume 2
- 1977 – The Best Of Brian Auger
- 1977 – Happiness Heartaches
- 1978 – Encore
- 1978 – The Joy Of Flying
- 1981 – Search Party
- 1982 – Here And Now
- 1987 – Keys To The Heart
- 1990 – Super Jam
- 1993 – Live In Tokyo
- 1993 – Access All Areas: Live
- 1996 – The Best Of Brian Auger's Oblivion Express
- 1998 – Blue Groove
- 1999 – Voices Of Other Times
- 1999 – The Mod Years (1965-1969)
- 2002 – Soft & Furry
- 2003 – Auger Rhythms: Brian Auger's Musical History
- 2004 – Get Auger-Nized! The Anthology
- 2005 – This Wheel's On Fire: The Best Of Brian Auger
- 2005 – Looking In The Eye Of The World
- 2005 – Live At The Baked Potato
- 2007 – Tiger: Brian Auger Featuring Trinity, Julie Driscoll & The Steampacket
- 2012 – Language Of The Heart
- 2013 – Mod Party
- 2013 – Train Keeps A Rolling
- 2015 – Live Los Angeles
- 2015 – Back To The Beginning: The Brian Auger Anthology

## Filmografía
- 1969 – 33⅓ Revolutions Per Monkee
- 2005 – Brian Auger: Insights Of The Keyboard Master
- 2005 – Live At The Baked Potato